# Lenarchus fautini
Lenarchus fautini là một loài Trichoptera trong họ Limnephilidae. Chúng phân bố ở miền Tân bắc.